# Zastava M64
Zastava M64 — серия югославских опытных автоматов, созданных по программе FAZ (сербохорв. Familija automatskog oružja Zastava). На их основе сконструирован автомат M70.

## История
С 1952 года конструкторы фабрики «Црвена Застава» в Крагуеваце вели работы над созданием автомата, изучая трофейные StG 44. Из-за конфликта с СССР Югославия лишилась возможности получить лицензию на производство автомата Калашникова, но в 1959 году двое албанских пограничников, вооружённых таким оружием, дезертировали в Югославию. Их автоматы были переданы на «Црвена Застава» и в том же году начались работы над семейством стрелкового оружия на базе АК под обозначением FAZ (сербохорв. Familija automatskog oružja Zastava). Семейство должно было включать в себя самозарядную винтовку, автомат и пулемёт со сменным стволом. Ядро команды конструкторов составляли Божидар Благоевич, майор Милош Остоич, Миодраг Луковац и Милутин Миливоевич, а также технологи Стеван Томашевич, Предраг Мирчич и Мика Мудрич. Руководство проектом было поручено инженеру Милану Чиричу. Полученные от албанских дезертиров автоматы были тщательно изучены, из состава на основе серы были изготовлены слепки деталей. Однако, оказалось невозможным скопировать автомат методом обратной разработки, имея всего лишь два образца. Помогло вмешательство Иосипа Броза Тито: во время визита в неназванную страну он договорился о закупке 2000 АК, часть которых была отправлена на «Црвена Застава». Предположительно, это были Египет, Индонезия или Индия. В 1965 году на фабрике были готовы два первых варианта автомата, M64A и M64B, а также ручные пулемёты M65A и M65B. Хотя Управление пехотных вооружений и тактики поддержало принятие на вооружение автоматов серии FAZ, но Генеральный штаб Югославской народной армии не дал согласие, обосновав своё решение тем, что оснащение автоматическим стрелковым оружием всех частей армии приведёт к чрезмерному расходу боеприпасов.

## Конструкция
Автоматика работает по принципу отвода части пороховых газов с длинным ходом поршня. Запирание канала ствола производится поворотом затвора с двумя боевыми упорами. Ствол не хромированный. Изготавливались образцы с различной длиной ствола. В дульной части ствола нарезана резьба для установки дульных устройств. Ствольная коробка — стальная, фрезерованная. Предохранитель-переводчик расположен на правой стороне ствольной коробки. Режимы огня — непрерывный или с отсечкой по одному выстрелу. В отличие от автомата Калашникова, рукоятка заряжания была выполнена в виде отдельной детали, которая вставлялась в затворную раму (как на ПП Zastava M56). На ранних прототипах на крышку ствольной коробки устанавливался целик, который в дальнейшем был заменён на прицел секторного типа. Мушка устанавливалась на газовую камору или на ствол. По требованию Пехотного управления по противотанковой борьбе и технике более поздние прототипы были оснащены прицелом и дульным устройством для стрельбы винтовочными гранатами. В первом варианте прицел был съёмным и отдельный переключатель на газовой каморе перекрывал отвод пороховых газов из газовой каморы в газовую трубку для выстрела гранаты холостым патроном. Впоследствии прицел объединили с переключателем: перекрытие осуществлялось установкой (подъёмом) прицела в боевое положение. Дульное устройство для стрельбы гранатами тоже было сконструировано в съёмном и несъёмном вариантах. В задней части ствольной коробки предусмотрен фиксатор, предохраняющий крышку от открывания при стрельбе гранатами. Цевьё и накладка газовой трубки были сделаны длиннее, чем у автомата Калашникова. Пистолетная рукоять — деревянная. У версий с нескладным прикладом был предусмотрен резиновый затыльник на прикладе. Первые варианты M64 оснащались магазином ёмкостью 20 патронов, в дальнейшем он был заменён на магазин ёмкостью 30 патронов.

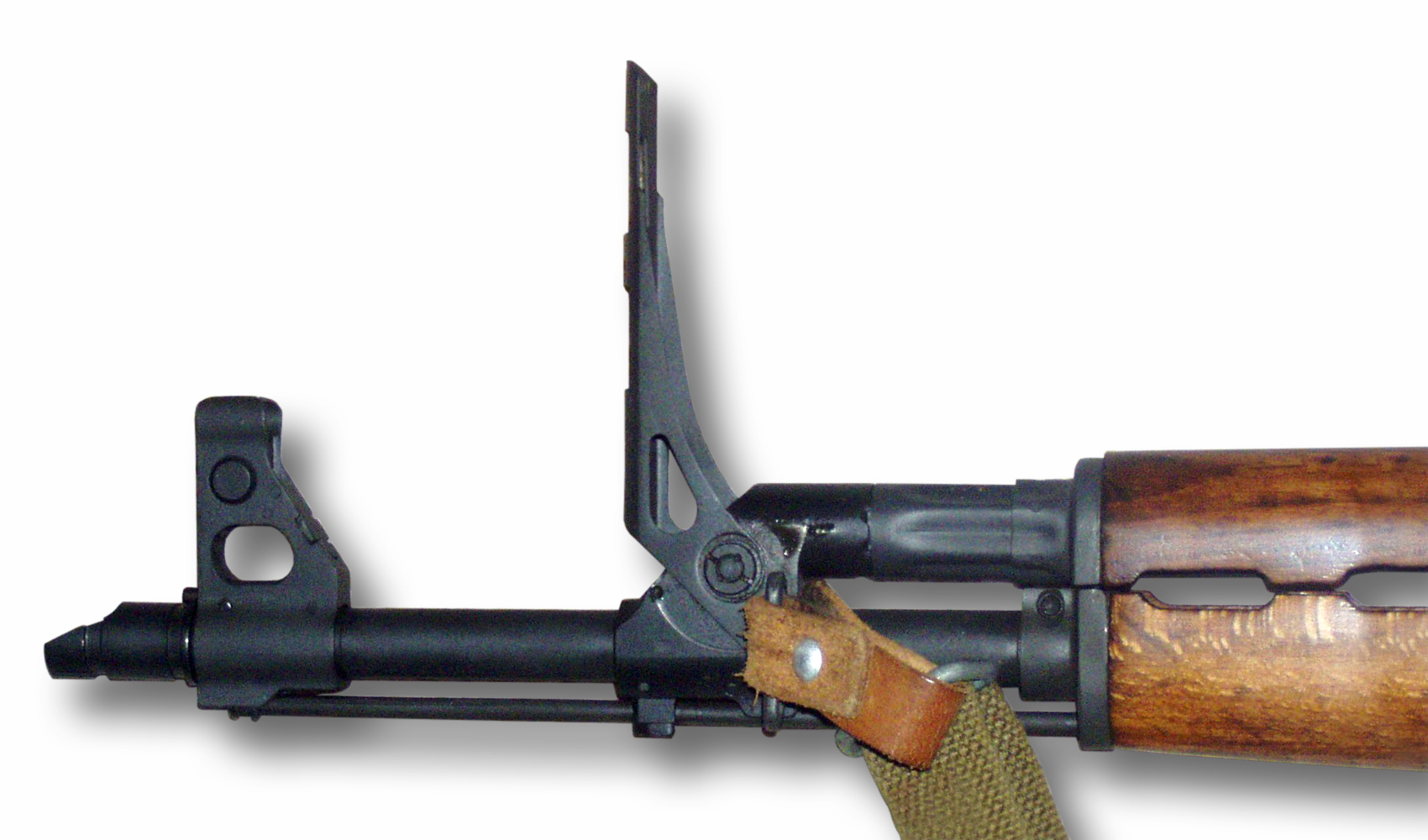
Прицел для винтовочных гранат в боевом положении на автомате M70. Такой же прицел устанавливался на финальные варианты M64.

Вариант M64A оборудован нескладным деревянным прикладом, M64B — складным вниз под цевьё. Складной приклад изготовлен из стальных трубок, как на M56.